# Aeroportul Tifalmin
Aeroportul Tifalmin (IATA: TFB) este un aeroport din Papua Noua Guinee.
aeroportul dispune de o singură pistă.